# 核酸酶

此圖為限制酶（核酸內切酶） HindIII 在有效限制區間（5'–A|AGCTT–3'）切割一雙鏈DNA的過程

核酸酶（英語：nuclease）是一种能够切割核酸核苷酸之间的磷酸二酯键的酶。 核酸酶对其靶分子的单链和双链断裂有不同的影响。 在生物体中，它们是DNA修復许多方面的重要机器。 某些核酸酶的缺陷会导致遗传不稳定或免疫缺陷。 核酸酶也广泛用于分子克隆。

## 数值分类系统
大多数核酸酶根据“国际生物化学与分子生物学联盟命名委员会”的酶学委员会编号分类为水解酶（EC编号3）。 核酸酶与磷酸二酯酶、脂肪酶和磷酸酶一样属于酯酶（EC 编号 3.1），水解酶的一个亚组。 核酸酶所属的酯酶分类为 EC 编号 3.1.11 - EC 编号 3.1.31。

## 反应
- 核酸被降解为低聚核苷酸或单核苷酸。

## 分类
- 依作用受質分為：
  - 核糖核酸酶（RNase）：作用於核糖核酸
  - 去氧核糖核酸酶（DNase）：作用於去氧核糖核酸
- 依作用部位分為：
  - 核酸内切酶
  - 核酸外切酶

## 外部連結
- Examples of Restriction Enzymes Chart （页面存档备份，存于）
- Restriction Enzyme Action of EcoRI （页面存档备份，存于）
- Enzyme glossary （页面存档备份，存于）
- Nucleases (Main source of the page...)